# Supercopa de Chile 2017
La Supercopa de Chile 2017, también conocida como Supercopa Scotiabank de Chile  2017 por razones de patrocinio, fue la 5º edición de la competición disputada entre los campeones de la Primera División de Chile y de la Copa Chile, correspondiente a la temporada 2017 del fútbol chileno.
Su organización estará a cargo de la Asociación Nacional de Fútbol Profesional de Chile (ANFP), y a ella clasificaron 2 equipos: el mejor campeón de la Temporada 2016-2017, Universidad Católica (que disputará este certamen, por segundo año consecutivo y además, es el campeón vigente del certamen) y el campeón de Copa Chile MTS 2016, Colo-Colo (que disputará este certamen, por primera vez en su historia), los cuales disputarán el título en partido único, en el Estadio Nacional Julio Martínez Prádanos, el 23 de julio de 2017.
El campeón de esta edición es Colo-Colo, quien obtuvo la primera supercopa chilena de su historia, tras vencer a Universidad Católica, siendo además el primer equipo que gana la competición, tras acceder a la misma como campeón de la Copa Chile MTS.
El encuentro terminó 4 a 1 a favor del conjunto albo, en el redebut de Jorge Valdivia, con la camiseta del "Cacique", tras once años jugando en el extranjero. Durante el encuentro, los cruzados iniciaron el encuentro a su favor, con gol del joven Benjamín Kuscevic, pero el marcador fue remontado por los albos con los goles de Esteban Paredes (2), Andrés Vilches y Jaime Valdés, este último mediante lanzamiento penal. Fue hasta 2023 el único campeón de Copa Chile que había ganado la Supercopa.

## Equipos participantes
Los equipos participantes serán los campeones de los 2 torneos más importantes de Chile (Primera División y Copa Chile) y se enfrentarán, a partido único, en el Estadio Nacional de Santiago.
| Equipo               | Ciudad                | Entrenador  | Vía de clasificación                    |
| -------------------- | --------------------- | ----------- | --------------------------------------- |
| Universidad Católica | Santiago (Las Condes) | Mario Salas | Mejor Campeón de la Temporada 2016-2017 |
| Colo-Colo            | Santiago (Macul)      | Pablo Guede | Campeón Copa Chile MTS 2016             |

## Partido
| 1          | POR        | Cristopher Toselli    |     |
| 27         | DEF        | Juan Carlos Espinoza  | 75' |
| 23         | DEF        | Germán Lanaro         |     |
| 13         | DEF        | Benjamín Kuscevic     |     |
| 11         | DEF        | Fernando Cordero      |     |
| 6          | MED        | César Fuentes         | 63' |
| 22         | MED        | Luciano Aued          |     |
| 18         | MED        | Diego Buonanotte      |     |
| 19         | DEL        | José Pedro Fuenzalida |     |
| 8          | DEL        | Diego Vallejos        | 67' |
| 9          | DEL        | Santiago Silva        |     |
| Entrenador | Entrenador | Mario Salas           |     |

| 1          | POR        | Agustín Orion       |                     |  |
| 2          | DEF        | Fernando Meza       |                     |  |
| 5          | DEF        | Julio Barroso       |                     |  |
| 28         | DEF        | Felipe Campos       |                     |  |
| 23         | MED        | Claudio Baeza       |                     |  |
| 17         | MED        | Gabriel Suazo       |                     |  |
| 20         | MED        | Jaime Valdés        | Jugador del partido |  |
| 9          | MED        | Luis Pedro Figueroa | 81'                 |  |
| 10         | MED        | Jorge Valdivia      | 90+2'               |  |
| 18         | DEL        | Andrés Vilches      | 79'                 |  |
| 7          | DEL        | Esteban Paredes     |                     |  |
| Entrenador | Entrenador | Pablo Guede         |                     |  |

| 17 | MED | Carlos Espinosa | 63' |
| 16 | DEL | Jeisson Vargas  | 67' |
| 14 | DEL | David Llanos    | 75' |

| 16 | DEF | Óscar Opazo         | 79'   |
| 6  | MED | Christofer Gonzales | 81'   |
| 19 | MED | Marcos Bolados      | 90+2' |

| Anotado | 29' | Benjamín Kuscevic | 1–0 |

| Anotado         | 31' | Esteban Paredes | 1–1 |
| Anotado         | 54' | Andrés Vilches  | 1–2 |
| Anotado · Penal | 61' | Jaime Valdés    | 1–3 |
| Anotado         | 74' | Esteban Paredes | 1–4 |

| Amonestado | 11' | Diego Buonanotte |
| Amonestado | 59' | Luciano Aued     |
| Amonestado | 72' | Carlos Espinosa  |

| Amonestado | 20' | Felipe Campos |
| Amonestado | 26' | Julio Barroso |
| Amonestado | 41' | Gabriel Suazo |
| Amonestado | 47' | Claudio Baeza |

| Árbitro             | Julio Bascuñán      |
| Árbitros asistentes | Carlos Astroza      |
| Árbitros asistentes | Christian Schiemann |
| Cuarto Árbitro      | Eduardo Gamboa      |

| 1          | POR        | Cristopher Toselli    |     |
| 27         | DEF        | Juan Carlos Espinoza  | 75' |
| 23         | DEF        | Germán Lanaro         |     |
| 13         | DEF        | Benjamín Kuscevic     |     |
| 11         | DEF        | Fernando Cordero      |     |
| 6          | MED        | César Fuentes         | 63' |
| 22         | MED        | Luciano Aued          |     |
| 18         | MED        | Diego Buonanotte      |     |
| 19         | DEL        | José Pedro Fuenzalida |     |
| 8          | DEL        | Diego Vallejos        | 67' |
| 9          | DEL        | Santiago Silva        |     |
| Entrenador | Entrenador | Mario Salas           |     |

| 1          | POR        | Agustín Orion       |                     |  |
| 2          | DEF        | Fernando Meza       |                     |  |
| 5          | DEF        | Julio Barroso       |                     |  |
| 28         | DEF        | Felipe Campos       |                     |  |
| 23         | MED        | Claudio Baeza       |                     |  |
| 17         | MED        | Gabriel Suazo       |                     |  |
| 20         | MED        | Jaime Valdés        | Jugador del partido |  |
| 9          | MED        | Luis Pedro Figueroa | 81'                 |  |
| 10         | MED        | Jorge Valdivia      | 90+2'               |  |
| 18         | DEL        | Andrés Vilches      | 79'                 |  |
| 7          | DEL        | Esteban Paredes     |                     |  |
| Entrenador | Entrenador | Pablo Guede         |                     |  |

| 17 | MED | Carlos Espinosa | 63' |
| 16 | DEL | Jeisson Vargas  | 67' |
| 14 | DEL | David Llanos    | 75' |

| 16 | DEF | Óscar Opazo         | 79'   |
| 6  | MED | Christofer Gonzales | 81'   |
| 19 | MED | Marcos Bolados      | 90+2' |

| Anotado | 29' | Benjamín Kuscevic | 1–0 |

| Anotado         | 31' | Esteban Paredes | 1–1 |
| Anotado         | 54' | Andrés Vilches  | 1–2 |
| Anotado · Penal | 61' | Jaime Valdés    | 1–3 |
| Anotado         | 74' | Esteban Paredes | 1–4 |

| Amonestado | 11' | Diego Buonanotte |
| Amonestado | 59' | Luciano Aued     |
| Amonestado | 72' | Carlos Espinosa  |

| Amonestado | 20' | Felipe Campos |
| Amonestado | 26' | Julio Barroso |
| Amonestado | 41' | Gabriel Suazo |
| Amonestado | 47' | Claudio Baeza |

| Árbitro             | Julio Bascuñán      |
| Árbitros asistentes | Carlos Astroza      |
| Árbitros asistentes | Christian Schiemann |
| Cuarto Árbitro      | Eduardo Gamboa      |

## Campeón
|                       |
| Colo-Colo 1.er título |